# Koninklijk Muziekverbond
Het Koninklijk Muziekverbond is de kortere naam voor Het Koninklijk Muziekverbond van België. Dit verbond werd opgericht als overkoepelende organisatie van alle muziekmaatschappijen - koren, orkesten, harmonieën, fanfares en ook majorettenkorpsen - van België. Als gevolg van het decreet op de amateurkunsten (2002) fusioneerde het KMVB, samen met andere organisaties tot de vzw Vlamo (Vlaamse amateurmuziekorganisatie).
Het Koninklijk Muziekverbond had één onderafdeling per provincie om het administratief werk te vereenvoudigen. Het werkte voor 90% met vrijwilligers en was de grootste en meest verscheiden muziekfederatie van België. 